# Ianiropsis neglecta
Ianiropsis neglecta is een pissebed uit de familie Janiridae. De wetenschappelijke naam van de soort is voor het eerst geldig gepubliceerd in 1909 door Charles Chilton.